# Ucuncha (distrito)
Ucuncha é um distrito do Peru, departamento de La Libertad, localizada na província de Bolívar.

## Transporte
O distrito de Longotea é servido pela seguinte rodovia:
- LI-109, que liga o distrito de Longotea à cidade de Uchumarca [1][2][3]